# 宪法桥
宪法桥（義大利語：Ponte della Costituzione）是意大利威尼斯大运河上的第四座桥梁。
它由圣地亚哥·卡拉特拉瓦设计，连接圣塔露西亚车站和罗马广场，在2007年遭到反对派政客的抗议。它完成于2008年，并在2008年9月11日晚向公众开放。

## 规划
1999年6月，威尼斯市政当局起草了一份初步计划，计划在大运河上兴建第四座桥梁。经过公共选择程序后，于1999年11月委托圣地亚哥·卡拉特拉瓦设计的新的桥梁。卡拉特拉瓦的反应是一座非现场建造，然后安装在运河上的大半径拱桥。
|  | 这座桥位于一个战略地点，连接大运河北岸的圣塔露西亚火车站，和南岸的罗马广场（该城的汽车/巴士抵达站）。这座桥在功能方面和象征意义方面都很重要，用大运河的全景，欢迎来到威尼斯的游客。 |

## 设计
这座桥是由圣地亚哥·卡拉特拉瓦设计。桥拱的半径为180米，有一个中央拱，两个侧拱和两个低拱。
2007年，大桥用一艘大型驳船运到现场兴建，以连接圣塔露西亚车站和罗马广场。在2008年完成。

## 争议
这座桥受到激烈的批评，有三个主要的引起不满的原因：缺乏轮椅通道，缺乏必要性以及现代简约风格，与威尼斯的中世纪装饰形象格格不入。 
卡拉特拉瓦桥的桥面相当陡峭，这意味着老人攀登有困难，轮椅也无法通过。由于持续的抗议，在2010年安装了一个机械升降系统，花费了大量的费用，因为它不是原来设计的一部分。
这座新桥的地点与现有的赤足桥过于接近也引起了争议，因为赤足桥和里亚尔托桥之间的距离或里亚尔托桥和学院桥之间的距离都是其好几倍，其间都缺少永久通道。威尼斯与有许多居民的朱代卡岛之间也没有永久的通道，尽管已计划修建隧道，并不需更大的成本，更方便游客和居民出入。